# Hantajka
A Hantajka (orosz nyelven: Хантайка) folyó Oroszország ázsiai részén, Észak-Szibériában, a Jenyiszej alsó folyásának jobb oldali mellékfolyója.

## Földrajz
Eredetileg hossza (1970-ig): 174 km, vízgyűjtő területe: 30 700 km².
A Kis-Hantajka-tóból ered, a Putorana-fennsíkon folyik és a Jenyiszejbe ömlik, 606 km-re annak torkolatától. A folyón az 1960-as években, a torkolattól 62 km-re épült az Uszty-hantajkai-vízerőmű, és a folyó duzzasztógát mögötti szakasza is a kialakított Hantajkai-víztározó része lett. A víztározó feltöltése 1970-ben kezdődött és több évig tartott.
A folyón októberben kezdődik a jégképződés, és november végére tartós jégpáncél alakul ki. A tavaszi jégzajlás június első felében kezdődik és kb. 15 napig tart. 
Vízgyűjtő területe az északi sarkkörön túl van, az állandóan fagyott talaj, az erdős tundra és tundra övben. 
Legnagyobb, bal oldali mellékfolyója a Kuljumbe (Кулюмбэ, 232 km).